# 新巴25R線
新巴25R線是香港的一條特別巴士路線，由香港大球場單向開往中環（交易廣場），途經灣仔、金鐘及中環碼頭，此路線只於香港大球場指定大型活動完結後提供服務。

## 歷史
- 2022年11月4日：為配合香港大球場舉行「香港國際七人欖球賽2022」，首次提供服務。

## 收費
全程：$13.0
| - 本線設有12歲以下小童及65歲或以上長者半價優惠。 - 65歲或以上香港居民使用「樂悠咭」，以及12歲以下合資格殘疾兒童使用「殘疾人士身份」個人八達通繳付車資，均可享有每程$2.0或半價（以較低者為準）的票價優惠；12至64歲合資格殘疾人士使用「殘疾人士身份」個人八達通（包括「樂悠咭」），以及60至64歲香港居民使用「樂悠咭」繳付車資，均可享有每程$2.0或全費（以較低者為準）的票價優惠。 - 65歲或以上長者如使用長者或一般個人八達通繳付車資，則只可享有半價優惠；12至64歲合資格殘疾人士如不使用「殘疾人士身份」個人八達通，以及60至64歲人士如不使用「樂悠咭」繳付車資，必須繳付全費。 - 乘客可以現金或八達通於上車時付款，不設找續。 - 每位成人乘客可免費攜帶最多兩名4歲以下而不佔座位的兒童乘客乘車，超額之4歲以下小童必須繳付小童車費乘車。 - 九龍巴士、城巴及龍運巴士全職員工及家屬（不包括外判職員）可免費乘搭本路線，惟必須拍職員或職員家屬八達通。 - 乘客亦可使用AlipayHK「易乘碼」、支付寶、 WeChatHK／微信支付「搭車碼」、銀聯雲閃付「乘車碼」及BOC Pay「乘車碼」、具有感應式支付功能的VISA、Mastercard及銀聯卡，以及Apple Pay、Google Pay及Samsung Pay流動支付平台繳付車資。使用此支付方式的乘客可享有中途下車之分段收費，以及與其他城巴獨營路線或聯營線城巴班次之轉乘優惠，惟不適用於與非城巴路線之轉乘優惠。使用此支付方式的乘客亦不能享有「公共交通費用補貼計劃」及「長者及合資格殘疾人士公共交通票價優惠計劃」。 |

## 行車路線
經：東院道、銅鑼灣道、摩頓臺、大坑道天橋、告士打道、夏慤道、紅棉路、金鐘道、皇后大道中、德己立街、威靈頓街、擺花街、荷李活道、雲咸街、下亞厘畢道、雪廠街、皇后大道中、畢打街、干諾道中、民光街、民耀街及港景街。

### 沿線車站
| 香港大球場開 | 香港大球場開     | 香港大球場開             |
| 序號         | 車站名稱         | 位置                     |
| ------------ | ---------------- | ------------------------ |
| 1            | 香港大球場       | 東院道                   |
| 大坑道天橋   |                  |                          |
| 2            | 分域街           | 告士打道                 |
| 3            | 海富中心         | 夏慤道                   |
| 4            | 蘭桂坊           | 德己立街                 |
| 5            | 擺花街           | 擺花街                   |
| 6            | 大館             | 荷李活道                 |
| 7            | 雲咸街           | 雲咸街                   |
| 8            | 泄蘭街           | 雪廠街                   |
| 9            | 畢打街           | 畢打街                   |
| 10           | 域多利皇后街     | 干諾道中                 |
| 11           | 中區政府碼頭     | 民光街                   |
| 12           | 中環3號碼頭      | 民光街                   |
| 13           | 中環（5號碼頭）  | 中環5號碼頭巴士總站      |
| 14           | 中環（天星碼頭） | 中環（天星碼頭）巴士總站 |
| 15           | 中環（交易廣場） | 中環（交易廣場）巴士總站 |